# ヌィーシュ駅
ヌィーシュ駅（ロシア語: ст. Ныш）は、ロシア連邦サハリン州ノグリキ管区ヌィーシュ第2村にあるロシア鉄道コルサコフ-ノグリキ線の駅である。

## 概要
1979年、コルサコフ-ノグリキ線 ティモフスク駅 - ノグリキ駅間開通に伴い開業。貨客駅で小口貨物の取扱駅である。当駅発着の貨物列車は運行されていないが、混合列車が1日1本（ティモウスク発ノグリキ行951列車）当駅に停車している。